# Clarksdale (Missisipi)
Clarksdale – miasto w Stanach Zjednoczonych, w stanie Missisipi, siedziba administracyjna hrabstwa Coahoma.